# Wrotycz maruna
Wrotycz maruna (Tanacetum parthenium (L.) Sch.Bip.) – gatunek rośliny z rodziny astrowatych. Występuje naturalnie we wschodniej części basenu Morza Śródziemnego, ale szeroko rozpowszechniony jako roślina uprawiana i dziczejąca – niemal w całej Europie, w Azji północnej, środkowej i na Dalekim Wschodzie, w Ameryce Północnej i w Chile. W Polsce jest gatunkiem pospolitym w uprawie i w wielu miejscach zdziczałym i zadomowionym. Rośnie w górskich zaroślach w miejscach kamienistych, nad strumieniami, a jako roślina dziczejąca zwykle na siedliskach ruderalnych: przydrożach, przypłociach, na nieużytkach. Roślina o silnej woni jest uprawiana jako ozdobna, poza tym wykorzystywana jest jako roślina lecznicza.

## Morfologia
PokrójPęd rozgałęziony w górnej części, osiąga zwykle 30–60 cm wysokości, jest prawie nagi lub z rzadka pokryty prostymi włoskami. Łodyga bruzdowana, dołem często czerwono nabiegła. Korzeń dość krótki, wrzecionowaty, silnie rozgałęziony.
LiścieSkrętoległe, o cienkiej blaszce do 10 cm długiej i zwykle do 3,5, czasem do 6 cm szerokiej. Liście w zarysie szeroko jajowate, podwójnie lub potrójnie pierzasto sieczne lub dzielne. Poszczególne odcinki eliptyczne do jajowatych, karbowane, z tępymi ząbkami. Dolne liście na ogonkach długości blaszki, im wyższe tym ogonek i rozmiary blaszki są mniejsze.
KwiatyZebrane w 5–20 koszyczków o średnicy 12–23 mm. Okrywa koszyczka talerzykowata, do 1 cm średnicy i do 3,5 mm wysokości. Brzeżne kwiaty języczkowate, białe, w jednym szeregu i w liczbie 5–15 (u odmian uprawnych może być ich znacznie więcej). Wewnętrzne kwiaty rurkowate, żółte.
OwoceCylindryczne niełupki o długości 1,6 mm i szerokości 0,4 mm. Pokryte 8–10 podłużnymi, płytkimi żeberkami. Na szczycie z błoniastym rąbkiem stanowiącym pozostałość po kielichu o długości do 0,2 mm.

## Biologia i ekologia
Bylina kwitnąca w Europie Środkowej od czerwca do października.

## Zastosowanie
Meta-analiza wykazała, że skutecznie pomaga zapobiegać migrenom.